# Place de la République (Vannes)
Pour les articles homonymes, voir Place de la République.
La place de la République est une place publique du centre-ville de Vannes (Morbihan) qui abrite plusieurs bâtiments publics et l'échangeur central des transports en commun de Vannes.

## Situation et accès
La place de la République est l'une des plus grandes places publiques de Vannes. Traversée par la rue Thiers, qui mène de l'hôtel de ville au port, elle est située à la lisière du centre historique. D'une superficie d'environ 1,8 hectare, elle est de forme rectangulaire.
La place de la République est en partie utilisée comme parking. Un parking souterrain est également aménagé sous la place.
Transports en commun
L'échangeur principal des transports en commun de Vannes est situé sur la place de la République.

## Historique
La place de la République a été créée en 1862 sous le nom de « place de la Halle-aux-Grains », en référence à la halle qui y fut construite au même moment. Cet important projet d'urbanisme prévoyait aussi de rectifier les rues environnantes.
Initialement carrée, la place prend une forme rectangulaire dès son origine, lorsque la construction d'un tribunal est décidée dans la partie nord-ouest. Elle s'agrandit également vers le centre historique, lorsque l'espace à l'est de la rue Thiers, correspondant aux fossés des anciens remparts, lui est adjoint.
En 1955, la halle aux grains, servant de poste depuis 1912, est démolie. Elle est remplacée par une nouvelle poste dans les années 1970.

## Bâtiments remarquables et lieux de mémoire
- Poste principale
- Tribunal

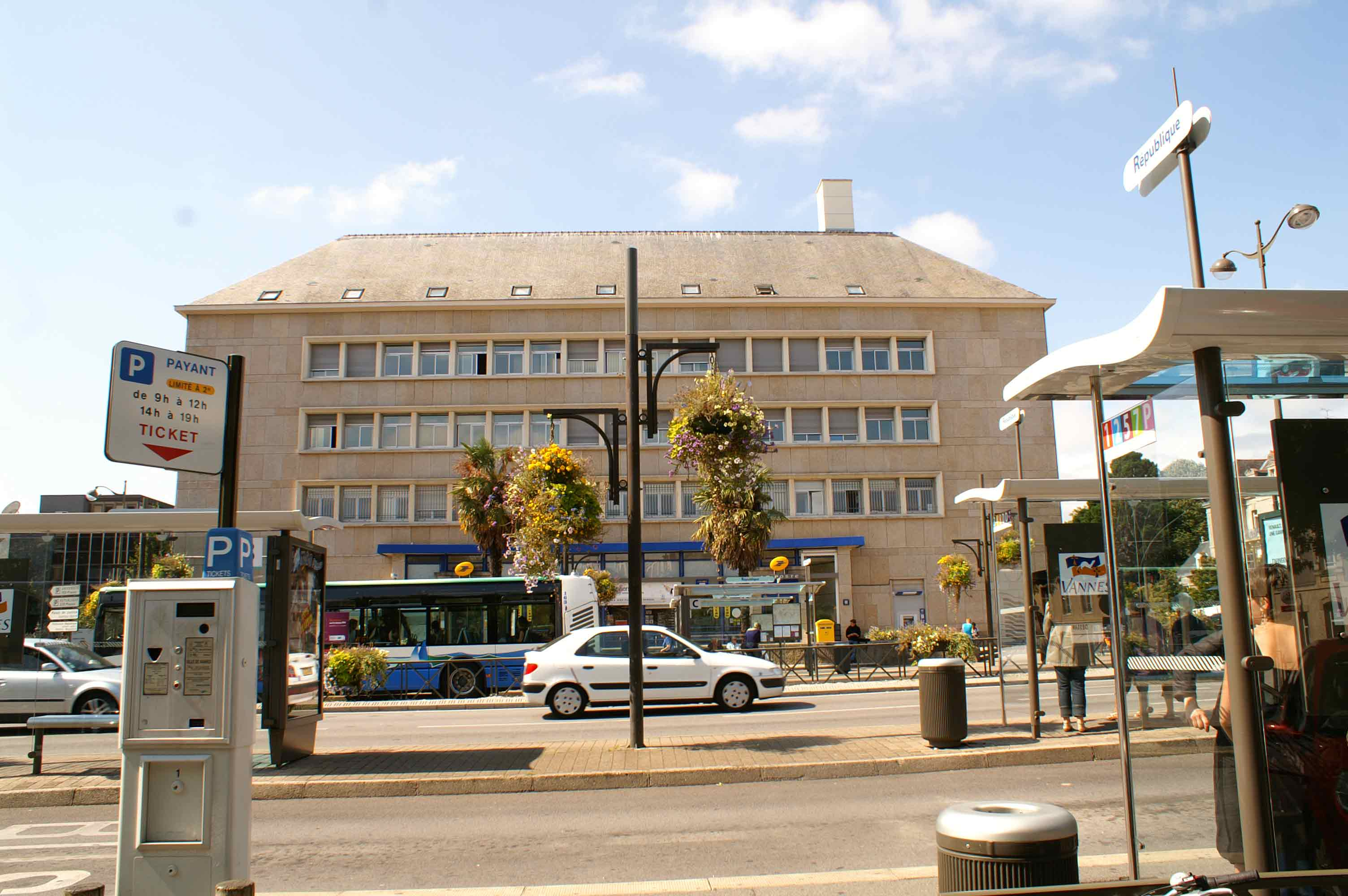
le bâtiment de la Poste.

- Services de la préfecture du Morbihan
- Agences bancaires dont l'hôtel de la Caisse d'épargne de Vannes daté de 1910
- Agences immobilières